# Materialism științific
Conceptul de naturalism se referă în filozofie la o serie de teorii legate între ele. O teză de bază a tuturor conceptelor naturaliste este că întreaga lume, inclusiv omul sunt parte a naturii și prin urmare nu există fenomene supranaturale.  
La teoriile naturaliste moderne un rol important joacă conceptul de știință a naturii și nu conceptul de natură în sine. S-a argumentat că științele naturii duc la o descriere adecvată a lumii și în acest sens sunt superioare metodelor filozofice sau cotidiene. Naturalistul Wilfrid Sellars a afirmat: "Când este vorba da descrierea și explicarea lumii, științele naturii sunt măsura tuturor lucrurilor".
În conformitate cu aceasta, natura ar fi ceea este descris în legile naturii. Dacă după Kant natura urmează după cauzalitate, atunci cauzalitatea trebuie să se regăsească în descrieri ale legilor naturii. Tot ceea nu corespunde acestor descrieri, nu este natură. 